# Ribeira da Lapa (Ribeira da Areia)
A Ribeira da Lapa é um curso de água português localizado na freguesia do Norte Pequeno, concelho da Calheta, ilha de São Jorge, arquipélago dos Açores.
Este curso de água tem origem a uma cota de cerca de 800 metros de altitude nos contrafortes montanhosos do Complexo Vulcânico do Topo, designadamente no Pico Alto e Pico das Brenhas.
Procede à drenagem de uma bacia hidrográfica que engloba os contrafortes destas elevações e parte do Pico Gordo.
Desagua no Oceano Atlântico depois de atravessar a localidade da Ribeira da Areia precipitando-se do cimo de uma falésia com cerca de 300 metros de altura, junto à Ponta do Norte Pequeno, entre a Fajã da Ribeira da Areia e a Fajã Isabel Pereira.